# Merla fumada oriental
La merla fumada oriental (Turdus subalaris) és un ocell de la família dels túrdids (Turdidae).

## Hàbitat i distribució
Habita els boscos de les terres baixes de l'est i sud del Brasil, Paraguai i nord-est de l'Argentina, a Misiones.